# Ma'ale ha-Chamiša
Ma'ale ha-Chamiša (hebrejsky מַעֲלֵה הַחֲמִישָּׁה, doslova „Svah pěti“, v oficiálním přepisu do angličtiny Ma'ale HaHamisha) je vesnice typu kibuc v Izraeli, v Jeruzalémském distriktu, v Oblastní radě Mate Jehuda.

## Geografie
Leží v nadmořské výšce 797 metrů na zalesněných svazích Judských hor v Jeruzalémském koridoru. Vesnice je situována na vyvýšenou terasu, která na jižním okraji obce vybíhá ve vrch Har ha-Hagana a dál k jihu prudce spadá do údolí v povodí vádí Nachal Ksalon. Severozápadně od vesnice stojí hora Har Rafid.
Obec se nachází 41 kilometrů od břehu Středozemního moře, cca 42 kilometrů jihovýchodně od centra Tel Avivu a cca 12 kilometrů severozápadně od historického jádra Jeruzalému. Ma'ale ha-Chamiša obývají Židé, přičemž osídlení v tomto regionu je etnicky převážně židovské. Necelé 2 kilometry jižně odtud ovšem leží město Abu Goš, které obývají izraelští Arabové stejně jako nedaleké vesnice Ajn Nakuba a Ajn Rafa. Kibuc je situován necelý kilometr od Zelené linie, která odděluje Izrael v jeho mezinárodně uznávaných hranicích od území Západního břehu Jordánu. Počátkem 21. století byly přilehlé arabské oblastí Západního břehu od Izraele odděleny pomocí bezpečnostní bariéry.
Ma'ale ha-Chamiša je na dopravní síť napojen pomocí lokální silnice číslo 425. V 2. dekádě 21. století byla pod obcí trasována nová vysokorychlostní železniční trať Tel Aviv – Jeruzalém, která tu ovšem probíhá v hlubokém a dlouhém tunelovém komplexu (tunel 3, s délkou 11,5 km nejdelší tunel v Izraeli) a na místní dopravní vztahy tak nemá vliv.

## Dějiny
Ma'ale ha-Chamiša byl založen v roce 1938. Jméno kibucu je připomínkou pěti členů zakladatelské osadnické skupiny, kteří byli nedaleko odtud (poblíž Kirjat Anavim) 9. listopadu 1937 zabiti Araby. Za zřízením vesnice stály dvě skupiny mladých Židů z Polska napojené na sionistickou organizaci Gordonia. Ke zřízení kibucu došlo 17. července 1938. Šlo o opevněnou osadu typu Hradba a věž.
Během války za nezávislost v roce 1948 se v okolí vesnice odehrávaly těžké boje o nedalekou strategickou výšinu Radarový vrch (Radar Hill, Giv'at HaRadar - גִּבְעַת הָרָדָאר - dnes židovská osada Har Adar). Vesnice byla během války jednou ze základen jednotek Palmach. Koncem 40. let měl kibuc rozlohu katastrálního území 720 dunamů (0,72 kilometrů čtverečních).
V roce 2005 prošel kibuc privatizací a odměňuje své členy podle vykonané práce. Funguje zde turistický hotel Sekvoja (סקוויה) s 230 pokoji. V obci působí mateřské školy. Obec se stále zčásti zabývá zemědělstvím.

## Demografie
Podle údajů z roku 2014 tvořili naprostou většinu obyvatel v Ma'ale ha-Chamiša Židé (včetně statistické kategorie "ostatní", která zahrnuje nearabské obyvatele židovského původu ale bez formální příslušnosti k židovskému náboženství).
Jde o menší obec vesnického typu s dlouhodobě rostoucí populací. K 31. prosinci 2014 zde žilo 604 lidí. Během roku 2014 populace stoupla o 11,9 %.
| Rok            | 1948 | 1961 | 1972 | 1983 | 1995 | 2001 | 2003 | 2004 | 2005 | 2006 | 2007 | 2008 | 2009 | 2010 | 2011 | 2012 | 2013 | 2014 |
| -------------- | ---- | ---- | ---- | ---- | ---- | ---- | ---- | ---- | ---- | ---- | ---- | ---- | ---- | ---- | ---- | ---- | ---- | ---- |
| Počet obyvatel | 269  | 338  | 326  | 347  | 401  | 367  | 341  | 340  | 327  | 339  | 352  | 355  | 379  | 382  | 415  | 446  | 540  | 604  |